# Blythe (Georgia)
Blythe è una città degli Stati Uniti d'America, situata in Georgia, nella Contea di Richmond e in parte nella Contea di Burke.